# Агробаза (Донецкая область)
Агробаза (укр. Агробаза) — село (до 2011 года — посёлок) в Мариупольской городской общине Мариупольского района Донецкой области Украины.
Население по переписи 2001 года составляло 572 человека. Почтовый индекс — 87430. Телефонный код — 06297. Код КОАТУУ — 1423981102.

## Местный совет
87400, Донецкая область, Мангушский р-н, с. Бердянское ул. Радянская, 55